# Ellmans Reagenz
Ellmans Reagenz (5,5′-Dithiobis-2-nitrobenzoesäure, DTNB) ist ein Stoff, der in der Biochemie zur Bestimmung der Menge an Thiolen in einer Probe verwendet wird.

## Geschichte
DTNB wurde erstmals 1958 von George L. Ellman hergestellt.

## Eigenschaften
Thiole in Biomolekülen, insbesondere in Cystein-haltigen Proteinen und Peptiden, reagieren mit DTNB unter Freisetzung von 2-Nitro-5-thiobenzoat (TNB−), welches in neutralen und basischen Lösungen zum gelben Farbstoff TNB2− deprotoniert.
Die Menge an freigesetztem TNB− kann bei einer Wellenlänge von 412 nm photometrisch quantifiziert werden. Die Reaktion erfolgt in stöchiometrischem Verhältnis. Der Extinktionskoeffizient beträgt in verdünnten Lösungen 14.150 M−1 cm−1 und 13.700 M−1 cm−1 in höheren Salzkonzentrationen wie 6 M Guanidinhydrochlorid oder 8 M Harnstoff. Für reproduzierbare Ergebnisse kann eine Umkristallisation des DTNB durchgeführt werden.
Alternativ kann 2,4-Dinitrobenzensulfonyl-Fluorescein oder 5-(2-Aminoethyl)dithio-2-nitrobenzoesäure verwendet werden.

## Synthese
Ellman stellte DTNB in mehreren Schritten her durch Oxidation von 2-Nitro-5-chlorbenzaldehyd zum Carboxylderivat, durch Erzeugung des Thiols mit Natriumsulfid und durch eine Oxidation der Thiolgruppen zu Disulfidbindungen mit Jod.

## Verwendung
Ellmans Reagenz kann zur Bestimmung von Glutathion und Thiolgruppen in Proteinen in gereinigten Lösungen oder in biologischen Proben wie Blut durchgeführt werden. Bei der Reaktion mit freien Thiolgruppen entsteht das gelbliche p-Nitrophenyl, das spektroskopisch bei 412 nm detektierbar ist.
Ellmans Reagenz kann ebenso verwendet werden, um schnell und spezifisch inter- und intramolekulare Disulfidbrücken zwischen Cysteinen von Peptiden auszubilden und zwar über eine große Bandbreite von pH-Werten. In Festphasensynthese werden damit große Ausbeuten erreicht, wobei wenig Oligomerisierung auftritt. Dabei bindet das Reagenz an zwei Seiten an die Festphase. Zu einer Thiolgruppe wird eine Bindung hergestellt. Eine zweite Thiolgruppe verdrängt das Reagenz und wird so mit der ersten zu einem Disulfid verknüpft. Die Thiolgruppen an Ellmans Reagenz werden dabei reduziert.